# 板橋区立高島第五小学校
板橋区立高島第五小学校（いたばしくりつ たかしまだいごしょうがっこう）は東京都板橋区高島平3丁目にある公立小学校。

## 沿革
- 1973年（昭和48年）
  - 1月1日 - 創立[1]。
  - 2月1日 - 初代校長として、斎藤英夫氏が着任。
  - 3月31日 - 板橋区主催による落成記念式典を挙行。
  - 4月1日 - 板橋区立高島第五小学校として開校。学童保育クラブ併設。
  - 5月9日 - この日（5月9日）を開校記念日と定め、記念式典を挙行。
- 1977年（昭和52年）11月21日 - 校舎増築（教室3・図書室）。
- 1978年（昭和53年）5月9日 - 校歌制定。
- 1986年（昭和61年）3月5日 - クラブハウス工事完成。
- 1991年（平成3年）
  - 2月18日 - ランチルーム2教室設置。
  - 3月30日 - 防災備蓄倉庫と保健室改修。
- 1993年（平成5年）9月27日 - 体育館改修。
- 1994年（平成6年）8月31日 - 家庭科室改修。
- 1995年（平成7年）8月31日 - 体育館暖房設備設置。
- 1996年（平成8年）8月31日 - 理科室改修。
- 1999年（平成11年）11月15日 - 「世界なかよし教室」として、カナダ・バーリントン市フットノーツ団と交流。
- 2002年（平成14年）12月26日 - 給食室増改修工事完了。
- 2003年（平成15年）10月11日 - 創立30周年記念式典挙行し、祝賀会開催。
- 2005年（平成17年）6月21日 - 英語活動開始（全）。
- 2008年（平成20年）
  - 4月1日 - 板橋区教育改革重点事業（ドラムサークル）。
  - 4月9日 - 民間委託給食開始。
- 2009年（平成21年）10月2日 - 体育館耐震工事完了。
- 2014年（平成26年）
  - 2月9日 - 創立40周年記念式典挙行し、祝賀会開催。
  - 4月1日 - あいキッズ事業開始。

## 教育目標
- 考える子ども
- やさしい子ども
- やりぬく子ども
- じょうぶな子ども

## 児童数
2023年（令和5年）5月1日時点
| 学年 | 1年 | 2年 | 3年 | 4年 | 5年 | 6年 | 特別支援 | 合計 |
| ---- | --- | --- | --- | --- | --- | --- | -------- | ---- |
| 学級 | 1   | 1   | 1   | 1   | 1   | 1   | 0        | 6    |
| 児童 | 25  | 20  | 25  | 32  | 28  | 43  | 0        | 173  |

## 学区
出典
- 高島平3丁目（1番〜12番）

## 進学先中学校
出典
公立中学校に進学する場合
- 板橋区立高島第三中学校

## 周辺
- UR都市再生機構高島平団地
- 東京都立赤塚公園 - 赤塚公園通り（板橋区道）をはさんで、敷地が隣接。
- 東京消防庁志村消防署高島平出張所 - 板橋区道をはさんで、敷地が隣接。
- 板橋区医師会病院
- 板橋西郵便局
- 警視庁高島平警察署
- 東京都道446号長後赤塚線
- 板橋区高島平区民事務所
  - 高島平地域センター
- 板橋区立高島平図書館
- 板橋区立高島平健康福祉センター - 高島平図書館に隣接。
- 板橋区立高島平第二中学校
- 板橋区立高島平第二小学校
- 東京都立高島特別支援学校
- 東京都立高島高等学校
- 都営地下鉄三田線高島平駅
- 板橋区立高島第三中学校
- 板橋区立高島第三小学校
- 首都高速道路池袋線
  - ただし、高島平ランプは、やや離れている。
- このほか、中小規模の公園や幼稚園・保育園なども点在する。

## 交通
- 国際興業バス「高01」・「高01-2」・「増17」・「増17-2」・「下赤03」の各系統で、赤塚公園停留所下車後、学校正門まで、
  - 1番のりば（成増駅北口行）から、徒歩約145m・約2分。
  - 2番のりば（高島平駅経由高島平操車場行）から、約95m・約1分。
  - 3番のりば（下赤塚駅行）から、徒歩約265m・約4分。
  - 4番のりば（下赤塚駅方面発高島平駅経由高島平操車場行）から、徒歩約300m・約5分。
    - なお、1番のりばと2番のりばは赤塚公園通り（板橋区道）沿いに、3番のりばと4番のりばは都道446号線沿いに設置。また、2番のりばは、学校敷地と接するが、校門（正門）まで少々の徒歩移動を要する。
- 都営地下鉄三田線高島平駅より、
  - 西口から、徒歩約600m・約9分
  - 上述の国際興業バスに乗車し2〜3分、「赤塚公園」停留所下車後、徒歩。